# Osmania University (città)
Osmania University (o Jamia Osmania) è una suddivisione dell'India, classificata come census town, di 11.207 abitanti, situata nel distretto di Hyderabad, nello stato federato del Telangana. In base al numero di abitanti la città rientra nella classe IV (da 10.000 a 19.999 persone). Di fatto è un sobborgo di Hyderabad e prende nome dalla omonima università.

## Geografia fisica
La città è situata a 17° 23' 37 N e 78° 31' 14 E.

## Società

### Evoluzione demografica
Al censimento del 2001 la popolazione di Osmania University assommava a 11.207 persone, delle quali 6.751 maschi e 4.456 femmine. I bambini di età inferiore o uguale ai sei anni assommavano a 881, dei quali 447 maschi e 434 femmine. Infine, coloro che erano in grado di saper almeno leggere e scrivere erano 8.571, dei quali 6.036 maschi e 2.535 femmine.